# Jacob Olofsson
Jacob Olofsson, född 8 februari 2000 i Piteå, är en svensk professionell ishockeyspelare som spelar för IF Björklöven i Hockeyallsvenskan. Olofsson är delvis uppvuxen i Boden och hans moderklubb är Bodens HF.

## Klubbar
- Timrå IK J20, SuperElit (2015/2016 - 2016/2017)
- Timrå IK, Allsvenskan / SHL (2016/2027 - 2018/2019)
- Skellefteå AIK, SHL (2019/2020 - 2020/2021),
- Timrå IK, Allsvenskan (2020/2021 - )
- IF Björklöven, Allsvenskan (2021/2022 - )